# Godzilla (песня)
«Godzilla» — десятый сингл американской хард-рок-группы Blue Öyster Cult с их пятого альбома, Spectres. Лирика песни — это насмешливая дань популярному одноимённому киномонстру. Несмотря на неуспех в чартах, песня часто звучала на рок-радиостанциях и стала спящим хитом. Наряду с «(Don’t Fear) The Reaper» и «Burnin’ for You», песня стала одной из самых известных в репертуаре Blue Öyster Cult и часто исполнялась ими на концертах. Её перепевали такие группы и исполнители как moe., Racer X, Fu Manchu, The Smashing Pumpkins, Себастьян Бах и Fighting Gravity.

## Пародии
В ответ на отсутствие песни в саундтреке фильма 1998 года Годзилла, музыканты Blue Öyster Cult Эрик Блум и Бак Дхарма сделали пародию под названием «NoZilla», выпуск которой предназначался только для радиостанций.
Другая пародия «Chinchilla» была исполнена вымышленным персонажем Донни Бейкером (в исполнении комика Рона Секстона) в его известном кентуккийском акценте на радиошоу Bob & Tom Show.

## Участники записи
Blue Öyster Cult:
- Эрик Блум[англ.] — гитара, вокал
- Дональд «Бак Дхарма» Розер — соло-гитара, вокал
- Аллен Ланьер — ритм-гитара
- Джо Бушар[англ.] — бас-гитара
- Альберт Бушар[англ.] — ударные